# Ray Alder

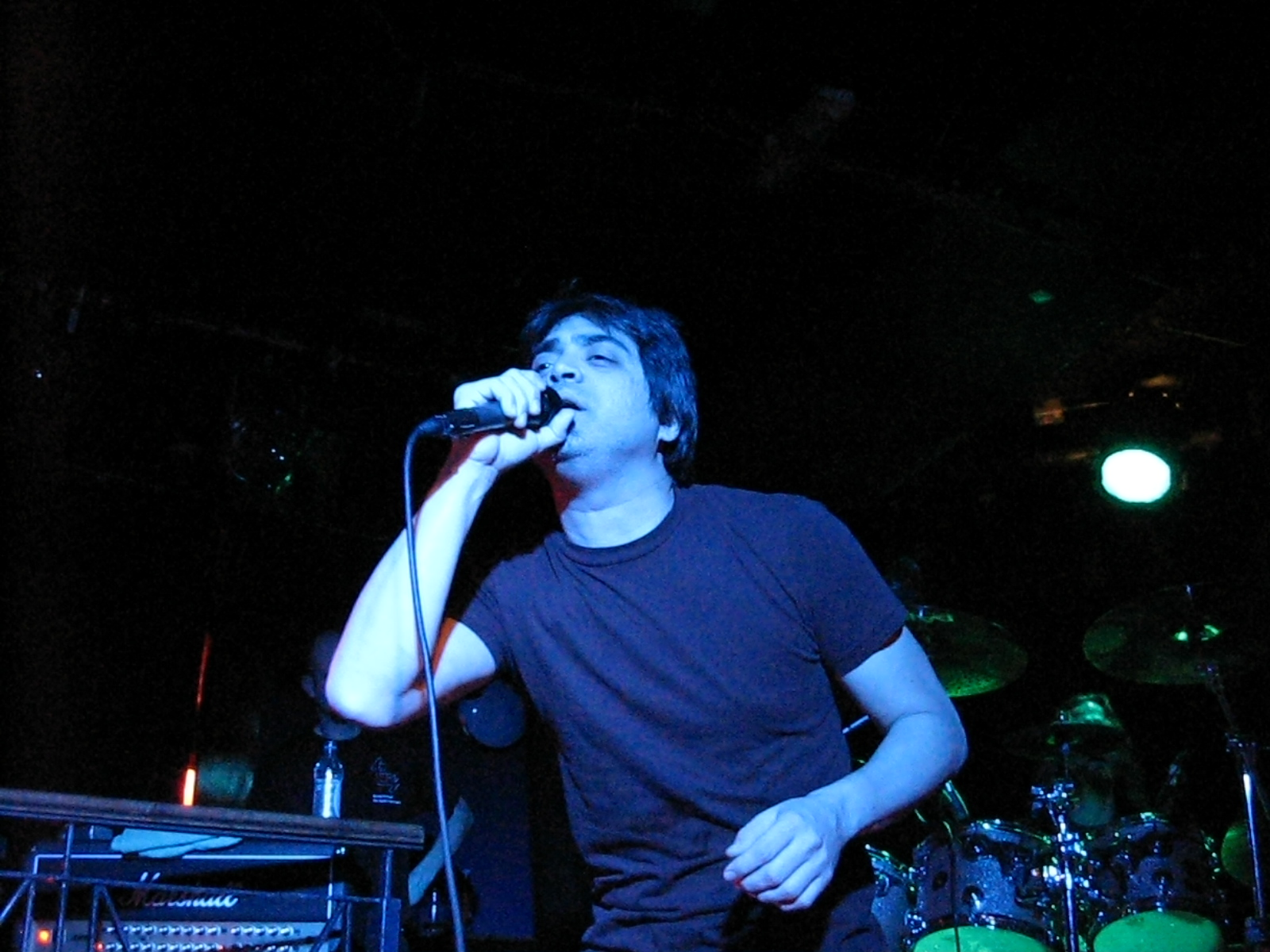
Ray Alder im November 2007

Ray Alder (* 20. August 1967 in San Antonio, Texas) ist ein US-amerikanischer Metal-Sänger, der v. a. als Mitglied von Fates Warning und Redemption bekannt ist.

## Biografie
Als Gründungsmitglied John Arch Fates Warning im November 1986 verließ, ersetzte Ray Alder ihn. Alder war erstmals auf dem 1988er Album No Exit zu hören. Im Jahr 1999 gründete er u. a. mit Bandkollege Joey Vera und mit Bernie Versailles von Agent Steel die Progressive-Metal-Band Engine, die zwei Alben veröffentlichte. Im Jahr 2005 wurde er außerdem Sänger bei Bernie Versailles anderer Band Redemption, auf deren Debütalbum Alder bereits 2003 als Gast zu hören war. Nach dem sechsten Studioalbum verließ er die Band. Ein erstes Soloalbum veröffentlichte er 2019, ein zweites erschien 2023.

## Diskografie

### Fates Warning
- 1988: No Exit
- 1989: Perfect Symmetry
- 1991: Parallels
- 1994: Inside Out
- 1995: Chasing Time (Kompilation)
- 1997: A Pleasant Shade of Gray
- 1998: Still Life (Live)
- 2000: Disconnected
- 2003: The View from Here (DVD)
- 2004: FWX
- 2005: Live in Athens (DVD)
- 2013: Darkness in a Different Light
- 2016: Theories of Flight
- 2020: Long Day Good Night

### Engine
- 1999: Engine
- 2002: Superholic

### Redemption
- 2003: Redemption (als Gast)
- 2005: The Fullness of Time
- 2007: The Origins of Ruin
- 2009: Frozen in the Moment – Live in Atlanta
- 2009: Snowfall on Judgment Day
- 2011: This Mortal Coil
- 2014: Live from the Pit
- 2016: The Art of Loss

### Soloalben
- 2019: What the Water Wants
- 2023: II

### Als Gast
- 2000: Various Artists – Slave to the Power
- 2021: Pentesilea Road – Pentesilea Road  auf "Shades of the Night" und "Noble Art"
- 2022: Figure of Speechless – Tunnel at the end of the light

### A-Z
North Sea Echoes
2024: Really Good Terrible Things